# Parti vert indépendant du Belize
Le Parti vert indépendant du Belize, en anglais Belize Green Independent Party (BGIP), est un parti politique écologiste du Belize, fondé en 2012. Le parti est l'un des rares partis écologistes au monde à ne pas être affilié aux Verts mondiaux.

## Historique
Le BGIP participe officiellement à une élection pour la première fois en 2015, présentant un candidat à l'élection partielle de Belize House du 8 juillet 2015 à Dangriga. Le candidat du parti, Llewellyn Lucas, a terminé en troisième position avec 14 voix (0,37 %).
Aux élections législatives béliziennes de 2015, Llewellyn Lucas s'est présenté comme candidat au siège de Toledo East House et termine quatrième avec 5 voix (0,09%).